# 黄杨叶连蕊茶
黄杨叶连蕊茶（学名：Camellia buxifolia）是山茶科山茶属的植物。分布于中国大陆的四川、湖北等地，目前尚未由人工引种栽培。